# Đường cong delta

Các đường cong màu đỏ là một deltoid.

Trong hình học, một deltoid, còn được gọi là đường cong delta hoặc tam giác cong Steiner, là một hypocycloid gồm 3 đường cong. Nói cách khác, đó là một roulette được tạo bởi một điểm trên chu vi của vòng tròn khi nó lăn mà không trượt dọc theo bên trong vòng tròn với bán kính 3 hoặc 1.5. Nó được đặt tên theo  chữ Hy Lạp delta mà nó có nhiều điểm giống.
Nhìn rộng hơn, một deltoid có thể đề cập đến bất kỳ hình kín nào có ba đỉnh được nối với nhau bởi các đường cong lõm ra bên ngoài, làm cho các điểm bên trong trở thành một tập hợp không lồi.

## Phương trình
Một deltoid có thể được biểu diễn (lên đến xoay và dịch chuyển) theo các phương trình tham số sau
{\displaystyle x=(b-a)\cos(t)+a\cos \left({\frac {b-a}{a}}t\right)\,}
{\displaystyle y=(b-a)\sin(t)-a\sin \left({\frac {b-a}{a}}t\right)\,,}
Trong đó a là bán kính của vòng tròn lăn, b là bán kính của vòng tròn trong đó vòng tròn nói trên đang lăn. (Trong hình minh họa trên b = 3a.)
Trong tọa độ phức, điều này trở thành
{\displaystyle z=2ae^{it}+ae^{-2it}}.
Biến t có thể được loại bỏ khỏi các phương trình này để đưa ra phương trình Descartes
{\displaystyle (x^{2}+y^{2})^{2}+18a^{2}(x^{2}+y^{2})-27a^{4}=8a(x^{3}-3xy^{2}),\,}
do đó đường cong deltoid là một đường cong đại số phẳng bậc bốn. Trong tọa độ cực, phương trình này trở thành
{\displaystyle r^{4}+18a^{2}r^{2}-27a^{4}=8ar^{3}\cos 3\theta \,.}
Đường cong có ba điểm kỳ dị, các đường cong tương ứng với {\displaystyle t=0,\,\pm {\tfrac {2\pi }{3}}}. Việc tham số hóa ở trên ngụ ý rằng đường cong là hữu tỷ, hàm ý nó có genus bằng không.